# 4844 Matsuyama
4844 Matsuyama је астероид главног астероидног појаса са средњом удаљеношћу од Сунца која износи 2,552 астрономских јединица (АЈ).
Апсолутна магнитуда астероида је 12,4.